# Brandon Costner
Brandon Costner, né le 21 juillet 1987, à Montclair, au New Jersey, est un joueur américain de basket-ball. Il évolue au poste d'ailier fort.

## Palmarès
- McDonald's All American 2005
- Third-team All-ACC 2007
- All-ACC Freshman team 2007
- All-NBDL Third Team 2012
- All-Star BSN 2016